# Geldo (kommunhuvudort)
Geldo är en kommunhuvudort i Spanien.   Den ligger i provinsen Província de Castelló och regionen Valencia, i den östra delen av landet, 280 km öster om huvudstaden Madrid. Geldo ligger 295 meter över havet och antalet invånare är 739.
Terrängen runt Geldo är kuperad åt nordväst, men åt sydost är den platt. Geldo ligger nere i en dal. Runt Geldo är det ganska tätbefolkat, med 58 invånare per kvadratkilometer. Närmaste större samhälle är Segorbe, 2,3 km nordväst om Geldo. 